# Friedrich Knollmann

Friedrich Knollmann

Friedrich Knollmann (* 15. März 1880 in Alstaden; † 16. April 1920 in Berlin) war ein deutscher Politiker der DNVP.

## Leben und Beruf
Nach dem Besuch der Volksschule in Alstaden wechselte Knollmann, der evangelischen Glaubens war, zur Handwerker- und Kunstgewerbeschule Elberfeld. Von 1896 bis 1899 absolvierte er eine Lehre zum Buchbinder. Nach Wander- und Gesellenjahren bestand er 1906 die Meisterprüfung und arbeitete in Gelsenkirchen und in Hagen. 1908 besuchte er das Brüderseminar in Witten. Er engagierte sich in der christlichen Gewerkschaft und im Evangelischen Arbeiterverein. Ab 1909 war er als Arbeiter- bzw. Gewerkschaftssekretär in Unna, Köln, Leipzig und schließlich in Posen tätig.

## Abgeordneter
Knollmann gehörte 1919/20 der Weimarer Nationalversammlung an.